# V354 Волопаса
V354 Волопаса (лат. V354 Boötis) — двойная затменная переменная звезда типа W Большой Медведицы (EW) в созвездии Волопаса на расстоянии (вычисленном из значения параллакса) приблизительно 11762 световых лет (около 3606 парсеков) от Солнца. Видимая звёздная величина звезды — от +18m до +17,15m. Орбитальный период — около 0,4692 суток (11,261 часа)*.